# Leetchi
Pour l’article ayant un titre homophone, voir Litchi.
Leetchi est une entreprise française qui édite le site Internet de cagnotte en ligne leetchi.com.
Leetchi.com est un service internet permettant de collecter et gérer facilement de l'argent à plusieurs. Le site permet à une personne de créer une cagnotte en ligne puis d'inviter son entourage à participer financièrement à celle-ci,.
L’entreprise a ensuite développé une interface de programmation (abréviation API) monétique nommée Mangopay permettant à un site de financement participatif, une place de marché et autres acteurs de l’économie collaborative de disposer d’une solution de paiement sur Internet pour accepter des paiements pour le compte de tiers et gérer des comptes de monnaie électronique,. En 2023, Advent sépare Mangopay de Leetchi. Les deux sociétés sont aujourd'hui indépendantes l'une de l'autre.
En 2022, le fonds d'investissement américain Advent devient l'actionnaire majoritaire de Leetchi.
En 2024, Leetchi rachète l'entreprise iRaiser, outil de collecte pour les ONG présent en France et à l'étranger.

## Historique
La société anonyme Leetchi a été créée en mars 2009 par Céline Lazorthes (HEC Paris, IIM).
La première version du site leetchi.com a été mise en ligne en novembre 2009.
Le projet Leetchi.com a été soutenu par l’incubateur d'entreprises HEC Paris, Oséo et Microsoft. La société est soutenue par plusieurs fonds d’investissement spécialisés dans les nouvelles technologies, le digital et les services web.
Dès 2010 le fonds Kima Ventures (Xavier Niel et Jeremie Berrebi) réalise son premier investissement en entrant dans le capital de Leetchi SA.
La société a reçu le prix coup de cœur Microsoft Finance Innovation en 2011. En novembre 2011, Céline Lazorthes représente la France au G20 des jeunes entrepreneurs de Toronto.
En octobre 2011, 360 Capital Partners rejoint la société à hauteur de 1,2 million d’euros et IDInvest pour 4 millions d’euros en février 2012,.
En 2013 leetchi.com est désigné comme meilleure startup française par Wired Europe.
En avril 2014, Leetchi.com revendique 1,5 million d’utilisateurs à travers le monde. L’API mangopay.com est utilisée par plus de 150 sites Internet comme Vestiaire Collective ou La Fourchette.
En septembre 2015, Crédit mutuel Arkéa acquiert une participation de 86 % dans Leetchi pour 50 millions d'euros, et annonce un investissement de 10 millions d'euros supplémentaire dans la structure,.
En avril 2018, Alix Poulet a été nommée CEO de la plate-forme de cagnottes en ligne. La fondatrice Céline Lazorthes demeure Présidente du Directoire du groupe Leetchi.
Le 11 décembre 2020, l'UFC-Que Choisir dépose plainte contre Leetchi pour pratiques commerciales trompeuses, telles des retards de versement, des réclamations sans réponses, des justificatifs supplémentaires demandés sans raison apparente, des cagnottes ayant disparu.
En 2022, le fonds d'investissement américain Advent devient l'actionnaire majoritaire en rachetant la majorité des parts au Crédit Mutuel Arkéa.
En 2023, Advent sépare Mangopay de Leetchi. Les deux sociétés sont aujourd'hui indépendantes l'une de l'autre.

## Expansion et implantation
Leetchi est utilisable en France et en Belgique, et est utilisable en deux langues.
Le siège social de l'entreprise est basé dans le 9e arrondissement de Paris.

## Fonctionnement

### Concept de la cagnotte en ligne
Le site propose aux utilisateurs de créer une cagnotte en ligne pour simplifier la collecte de fonds à plusieurs. L'organisateur peut, en quelques clics, créer une cagnotte, la personnaliser et inviter son entourage à participer par e-mail, Facebook, Twitter, ou bien en partageant l'url manuellement. L’organisateur est le seul à pouvoir gérer et modifier sa cagnotte. Une fois l’argent collecté, l’utilisateur peut dépenser sa cagnotte en demandant un virement bancaire, en achetant chez un partenaire ou en l’offrant. En cas d'achat chez un partenaire, le service est gratuit. Pour un virement bancaire, Il y a des frais variables.
Leetchi.com regroupe plus de 100 partenaires marchands qui sont affiliés à son service comme Amazon, la Fnac ou encore Smartbox.

### Cagnottes publiques
Depuis sa création en 2009, le service a permis à des millions d'utilisateurs, anonymes ou personnalités publiques, de soutenir des associations, des projets ou des particuliers en difficulté. Plusieurs campagnes de collecte marquantes ont illustré l’impact du service.
En juin 2023, une cagnotte est lancée par Armand Hennon en soutien à l’acteur Jean-Pierre Léaud, confronté à des difficultés financières. Grâce à la mobilisation d’un groupe de cinéphiles, les « amis de François Truffaut », et de nombreux contributeurs, plus de 20 382 € sont collectés, dépassant l’objectif initial.
En février 2024, une cagnotte est ouverte par un père de famille, Yann, afin de financer les traitements de ses deux enfants atteints de leucémie. Largement relayée par les médias, l’initiative rencontre un important écho public et permet de récolter plus de 35 000 €,.
En juin 2024, Jean-Christophe Bertrand crée une cagnotte pour sauver son exploitation agricole biologique. Grâce à une couverture médiatique nationale et à la participation de 1 590 donateurs, plus de 81 000 € sont réunis,.
En décembre 2024, à la suite du passage du cyclone Chido à Mayotte, un vaste élan de solidarité se manifeste. En quelques jours, plus de 700 000 € sont collectés via 663 cagnottes distinctes, au profit des populations sinistrées,.
En juin 2025, une cagnotte est lancée par Lucas pour racheter la propriété agricole de son grand-père. Relayée dans plusieurs médias régionaux et nationaux, la cagnotte a déjà permis de rassembler plus de 113 000 € grâce à la mobilisation de 3 044 contributeurs,.

### Sécurité
La plate-forme utilise les standards du paiement online pour garantir la sécurité des transactions et de son service.
Outre un accès sécurisé, Leetchi.com utilise les protocoles HTTPS et 3-D Secure. De plus, la plate-forme est accréditée Verified by Visa et MasterCard SecureCode et est adossée au Crédit mutuel Arkéa ainsi qu’au prestataire de service de paiement Payline (abréviation PSP) accrédité comme PCI_DSS.
En 2020 est publié une faille de sécurité ayant exposé les données personnelles de tous les créateurs de cagnotte entre le 16 et le 20 avril. Plus précisément, c'est une faille dans le code source qui aurait laissé visible un certain nombre d'informations. Les noms, prénoms, adresses électroniques, dates de naissance et coordonnées GPS sont consultables dans le code source des cagnottes, alors que le texte de politique de confidentialité ne l'indique pas aux utilisateurs. La CNIL est notifiée et l'entreprise publie une adresse de contact pour les victimes.

## Identité visuelle
Le logo et le nom de l'entreprise font référence au fruit de la même consonance, le litchi. Les deux lettres « e » ont la forme et la couleur du vrai fruit. Le site Internet adopte un design minimaliste avec des couleurs dominantes de vert et de gris.

## Polémiques

### Affaire Dettinger
Le site est sujet à une polémique en janvier 2019. Une cagnotte visant à soutenir le boxeur Christophe Dettinger, un manifestant ayant frappé deux gendarmes dans le cadre du mouvement des gilets jaunes, est vivement critiquée par certaines personnalités dont Marlène Schiappa, jugeant ce procédé immoral, malgré sa légalité. Au lendemain de sa création, et au vu du montant atteint, Leetchi décide de clôturer la cagnotte et « s’engage à ce que les fonds collectés sur la cagnotte de soutien à Christophe Dettinger servent uniquement à financer les frais de justice conformément à leurs CGU et à la législation en vigueur ». Cette clôture a entraîné un vif débat. Dans un communiqué, l’entreprise affirme, de son côté, que la cagnotte destinée à couvrir les frais de justice de Christophe Dettinger était légale et que, « compte tenu des actes qui lui sont reprochés, aucune autre utilisation de la cagnotte ne saurait être acceptée », les CGU de la plate-forme proscrivant toute incitation à la haine ou à la violence,.
Le 18 mars 2019, s'estimant lésé par Leetchi, Christophe Dettinger assigne la plate-forme en justice pour obtenir le versement de plus de trois millions d'euros d'indemnisation au titre de « la perte de chance » que constitue, selon lui, la fermeture anticipée de la cagnotte, 43 jours avant l'échéance prévue.
Début juin 2019, la plateforme ayant fourni à la police judiciaire, après réquisition du parquet, le fichier regroupant le nom des 8 000 donateurs de la cagnotte, certains de ces donateurs sont convoqués et entendus par les enquêteurs.
En juin 2019, sa demande est déboutée par le juge des référés du tribunal de grande instance de Paris. 6 mois plus tard, il l'est à nouveau par le tribunal judiciaire de Paris à la suite de la réouverture des débats sur une possible atteinte à l'ordre public.
En 2021, 2 ans après les faits, le tribunal prononce l'annulation de la cagnotte, en jugeant son objet contraire à l'ordre public.
Les 145 000 € de dons ont été reversés aux contributeurs, et la demande de dommage et intérêts a été rejetée.

### Accusations de complaisance avec les milieux complotistes et les sites de désinformation
Le 2 septembre 2021, sur France 2, dans l'émission "complément d'enquête", est diffusé un reportage réalisé par Sylvain Louvet et Aude Favre soulignant le rôle des cagnottes en ligne Leetchi et Ulule pour financer des sites de fake-news.

## Faillite de uTip après la rupture de contrat par Mangopay
Le 4 avril 2023, la plateforme de dons uTip s'arrête, privant plus de 50 000 créateurs et vidéastes de tout ou partie de leurs revenus. La société a été placée en redressement judiciaire à la suite de la cessation unilatérale de son contrat de gestion des paiements par Mangopay, la plateforme de monétique de Leetchi. Mangopay affirme avoir détecté des paiements utilisés pour financer du contenu pour adultes, ce que conteste le cofondateur de uTip, Stanislas Mako qui parle d'une « erreur de modération ». Mangopay n'a pas fourni de solution pour transférer les abonnements vers un autre prestataire, engendrant des pertes financières importantes pour les vidéastes.

## Accusations de pratiques abusives
“L'UFC Que Choisir” ainsi que des articles de Presse dénoncent en décembre 2020 des pratiques commerciales trompeuses, dont des délais importants injustifiés avant d'autoriser le virement des fonds au bénéficiaire, la disparition de certaines cagnottes et la non restitution des fonds,.
Les CGU de Leetchi lui permettent en effet de demander avant restitution des fonds tout justificatif qu'elle juge pertinent. L'UFC porte plainte auprès du procureur de la République de Paris.